# Weird Tales
Weird Tales è una rivista pulp statunitense di racconti horror e fantastici, pubblicato per la prima volta nel marzo del 1923. Il periodico fu fondato a Chicago da J. C. Henneberger, un ex giornalista con il gusto per il macabro. Edwin Baird fu il primo direttore del mensile, aiutato da Farnsworth Wright.

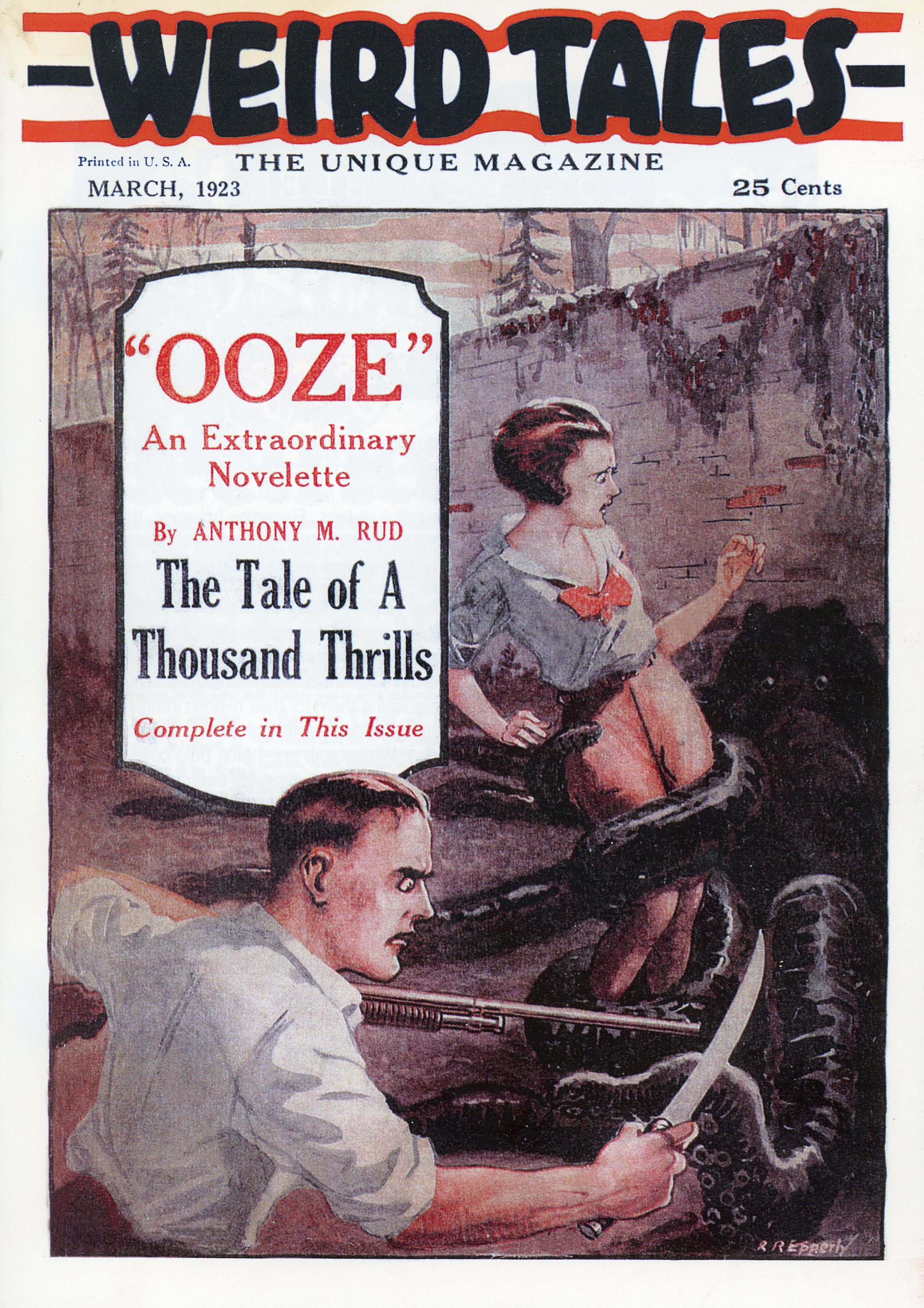
Copertina del primo numero di Weird Tales, marzo 1923

## Edwin Baird
Baird fu il primo a pubblicare alcuni degli autori più famosi di Weird Tales, come H. P. Lovecraft, Clark Ashton Smith e Seabury Quinn, autore, quest'ultimo, delle popolarissime storie di Jules de Grandin. Il giornale perse una considerevole somma di denaro mentre Baird ne era il redattore, quindi - avendo un capitale di $11 000 e accumulando un debito di $40 000 - fu licenziato dopo 13 uscite.
Henneberger offri il lavoro di direttore a Lovecraft, che rifiutò, adducendo come scusa la sua riluttanza a trasferirsi a Chicago: "Pensa alla difficoltà di un tale spostamento per un vecchio antiquario", dichiarò lo scrittore, allora appena trentaquattrenne.

## Farnsworth Wright

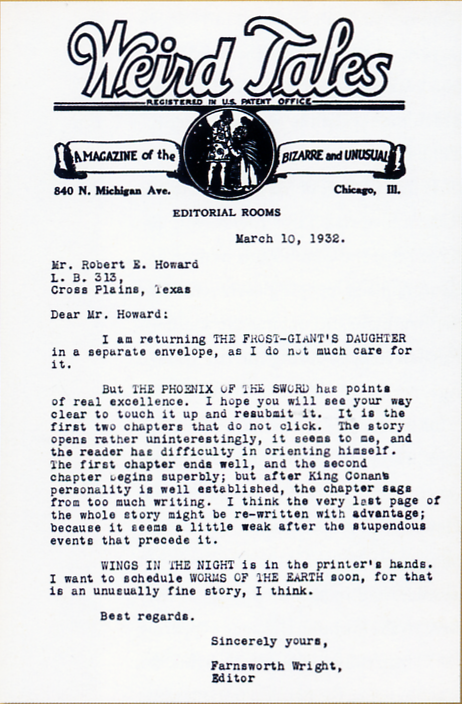
Lettera di Farnsworth Wright, editore di Weird Tales, a Robert E. Howard

L'editore diede quindi il lavoro a Farnsworth Wright, che divenne il redattore più conosciuto del periodico. Wright (che era affetto dalla malattia di Parkinson) continuò a pubblicare storie di Lovecraft, Smith e Quinn, anche se era più selettivo di Baird; rifiutò alcuni dei maggiori capolavori di Lovecraft, fra cui Alle montagne della follia, La maschera di Innsmouth e (inizialmente) Il richiamo di Cthulhu. Molti dei racconti del ciclo hyperboreano di Smith vennero egualmente rifiutati.
Fra i nuovi autori che Wright trovò per la rivista vi furono Robert Bloch e Robert E. Howard, le cui storie di Conan il barbaro divennero molto popolari. Wright pubblicò per la prima volta anche C. L. Moore e Henry Kuttner e il commediografo Tennessee Williams (con la storia The Vengeance of Nitocris).
Da segnalare che Wright assunse l'illustratrice e stilista Margaret Brundage per produrre le illustrazioni della copertina del giornale, a cominciare dal 1933, facendo di lei la prima e unica illustratrice donna di copertine di giornali economici. La Brundage creò molte immagini impressionanti, specialmente di giovani donne nude o seminude in pose provocanti (le sue scene fecero scalpore). Anche se la sua arte era tutt'altro che impeccabile, le copertine di Brundage divennero un centro di attenzione e di grandi controversie, il che naturalmente favorì la diffusione del giornale, incrementando notevolmente le vendite. Wright fece decollare anche le carriere di due importanti artisti fantasy, Virgil Finlay e Hannes Bok, acquistando e pubblicando i loro lavori per la prima volta e poi sempre più frequentemente.
Weird Tales ebbe sempre problemi finanziari. Negli anni venti e trenta, il manager economico del giornale, William Sprenger, ebbe molta difficoltà a tenere a galla l'impresa. Si è stimato che la circolazione mensile di Weird Tales non superò mai le 50 000 copie per numero. Negli anni venti la circolazione dei "pulp magazine" più famosi toccava la soglia del milione; anche durante la Grande depressione, i giornali più popolari come quelli di Doc Savage o dell'Uomo Ombra raggiunsero una circolazione di 300 000 copie per numero, mensilmente o anche quindicinalmente. Dopo il 1926 Farnsworth Wright pagò i suoi collaboratori con un cent per parola, raddoppiando il costo del giornale di mezzo centesimo a parola; ma durante gli anni trenta la rivista fu spesso in ritardo con i pagamenti agli autori (fatto usuale nel campo dei periodici a quel tempo).
Nel 1938 Henneberger vendette Weird Tales a William J. Delaney, proprietario ed editore del giornale Short Stories. Davis assunse Dorothy McIlwraith, la redattrice di Short Stories, per assistere Wright. Una serie di scelte sbagliate e il declino delle vendite portarono Wright a lasciare Weird Tales nel marzo 1940. Wright morì a giugno dello stesso anno.

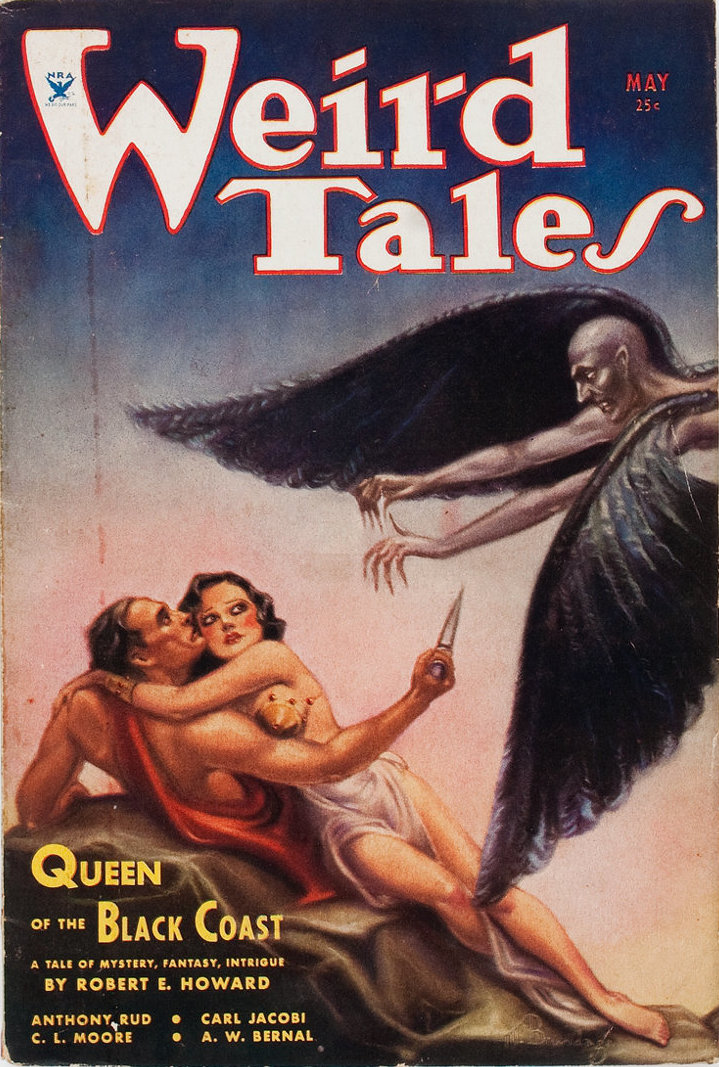
Copertina del maggio 1934 che presenta Queen of the Black Coast, una delle storie originali di Robert E. Howard su Conan il barbaro
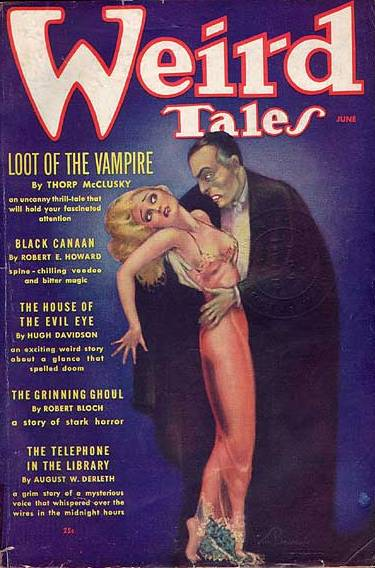
Copertina del numero di giugno 1936. Illustrazione di Margaret Brundage.

## Dorothy McIlwraith

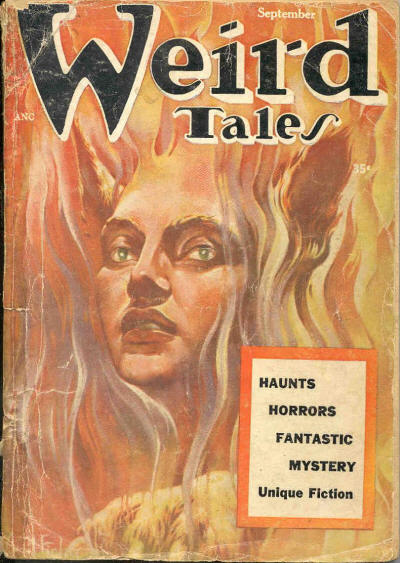
Copertina dell'ultimo numero della rivista storica, settembre 1954. Illustrazione di Virgil Finlay (ristampata dal numero di agosto 1939)

Sotto la guida di Dorothy McIlwraith, cominciata nell'aprile 1940, gli anni successivi della rivista furono caratterizzati dall'arrivo di nuovi scrittori, incluse alcune grandi figure come Ray Bradbury, Manly Wade Wellman, Fritz Leiber, Theodore Sturgeon, Joseph Payne Brennan, Jack Snow e Margaret St. Clair, assumendo un carattere più eclettico. Occasionalmente la rivista pubblicò alcuni racconti lovecraftiani presentati come pezzi "perduti" di Lovecraft, completati dal suo autonominato "esecutore letterario" August Derleth, che scrisse racconti per il giornale anche con il suo nome.
Come molti giornali economici, "Weird Tales" soffrì per la carenza di carta da giornale durante la seconda guerra mondiale, e dopo per la concorrenza dei fumetti, delle commedie radiofoniche, della televisione, e dei tascabili economici. A livello commerciale, il periodico subì un rapido declino fino a cessare le pubblicazioni nel settembre 1954, dopo 279 numeri.

## Successive edizioni
La rivista ebbe alcune successive edizioni dalla vita breve, negli anni seguenti, inclusi 4 numeri come giornale nella prima metà degli anni settanta redatti da Sam Moskowitz e pubblicate da Leo Margulies. Robert Weinberg e Victor Dricks acquisirono il titolo i diritti dopo la morte di Margulies e pubblicarono una serie di quattro antologie tascabili, dal 1981 al 1983, curate da Lin Carter.
Weird Tales fu riesumato per l'ultima volta nel 1988 sotto la licenza dei redattori/editori George H. Scithers, John Gregory Betancourt e Darrell Schweitzer, cominciando dal numero 290. Il giornale riedito ebbe un ragionevole successo commerciale (come qualsiasi periodico di racconti), pubblicando alcuni importanti scrittori contemporanei come Tanith Lee, Brian Lumley e Thomas Ligotti. Weird Tales divenne parte della catena DNA Publications per alcuni anni intorno alla fine del millennio, e nel 2005 è stata venduta alla Wildside Press (posseduta dal precedente coeditore Betancourt) e trasformata in pubblicazione bimestrale (6 numeri all'anno).
All'inizio del 2007, la Wildside ha annunciato un imminente ritorno di Weird Tales, nominando redattori Ann VanderMeer e Stephen Segal. Scithers e Schweitzer sono rimasti come azionisti, Betancourt come editore. L'edizione di marzo/aprile 2007 sarà la prima con una nuova veste grafica in 75 anni di pubblicazione.
Dal 2012 passa alla proprietà di Nth Dimension Media, Inc. Fondata dallo scrittore Marvin Kaye (che diviene editore della rivista) e dal filmaker John Harlacher. Dopo sole quattro uscite (inverno 2012, autunno 2012, estate 2013, primavera 2014: "The Undead Issue") le pubblicazioni si interrompono. Il sito ufficiale sembra scomparso mentre se si prova ad accedervi si viene reindirizzati a un diverso dominio.

## Edizione italiana
Nell'aprile 2011 cominciò la distribuzione dell'edizione in lingua italiana di Weird Tales. Il periodico aveva cadenza bimestrale ed era diretto da Luigi Boccia. Il primo numero conteneva i racconti Il cuore di ghiaccio di Tanith Lee, Le fusa di Michael Bishop, Una macabra musica d'atmosfera di Richard Howard e la prima parte di Petali neri di Michael Moorcock. La rivista cessò le pubblicazioni dopo pochi numeri.
Autori italiani pubblicati sull'edizione statunitense di Weird Tales sono stati Giovanni Magherini Graziani nell'ottobre 1934 e Roberto Quaglia nell'aprile 2006, con una storia scritta assieme allo scrittore britannico Ian Watson.